# Pyronemataceae
Pyronemataceae är en familj av svampar. Pyronemataceae ingår i ordningen skålsvampar, klassen Pezizomycetes, divisionen sporsäcksvampar och riket svampar.

## Källor

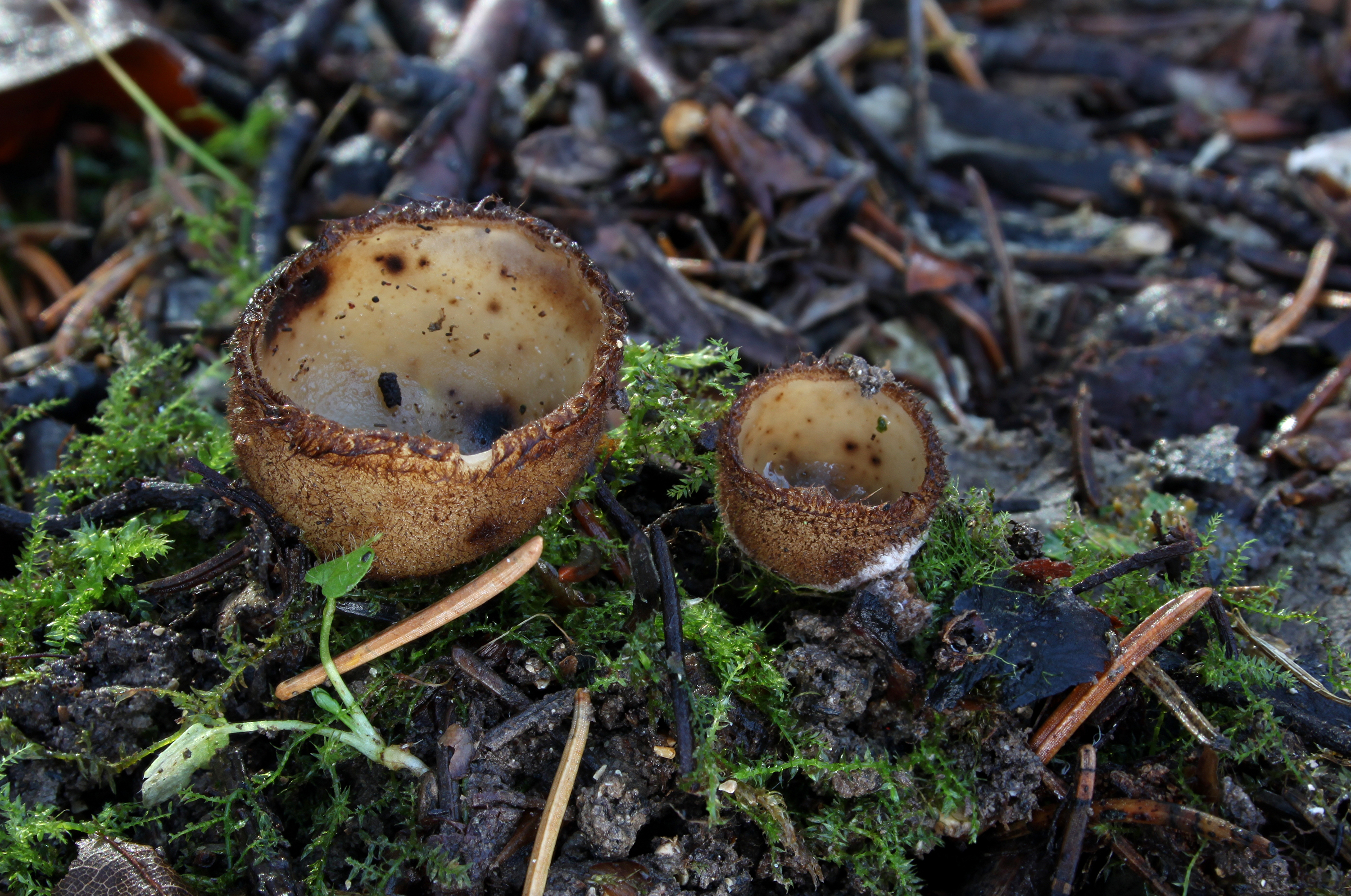
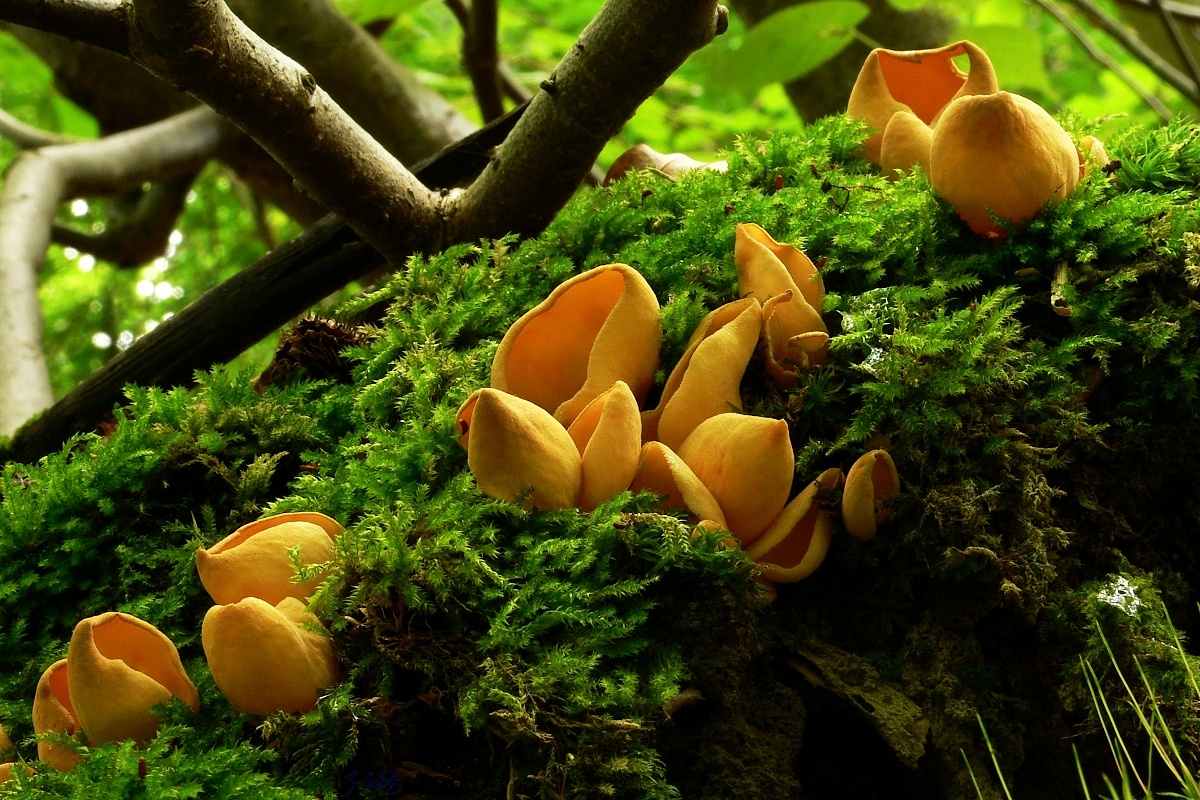
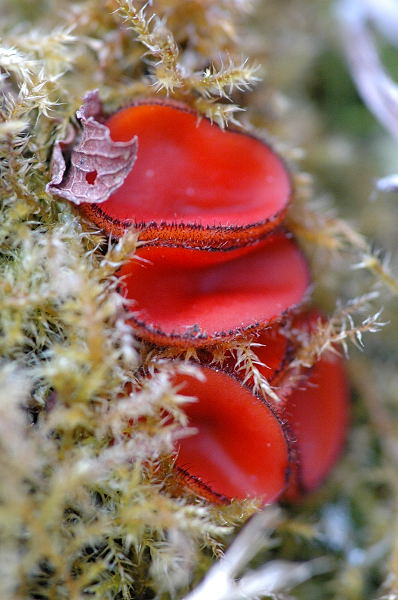
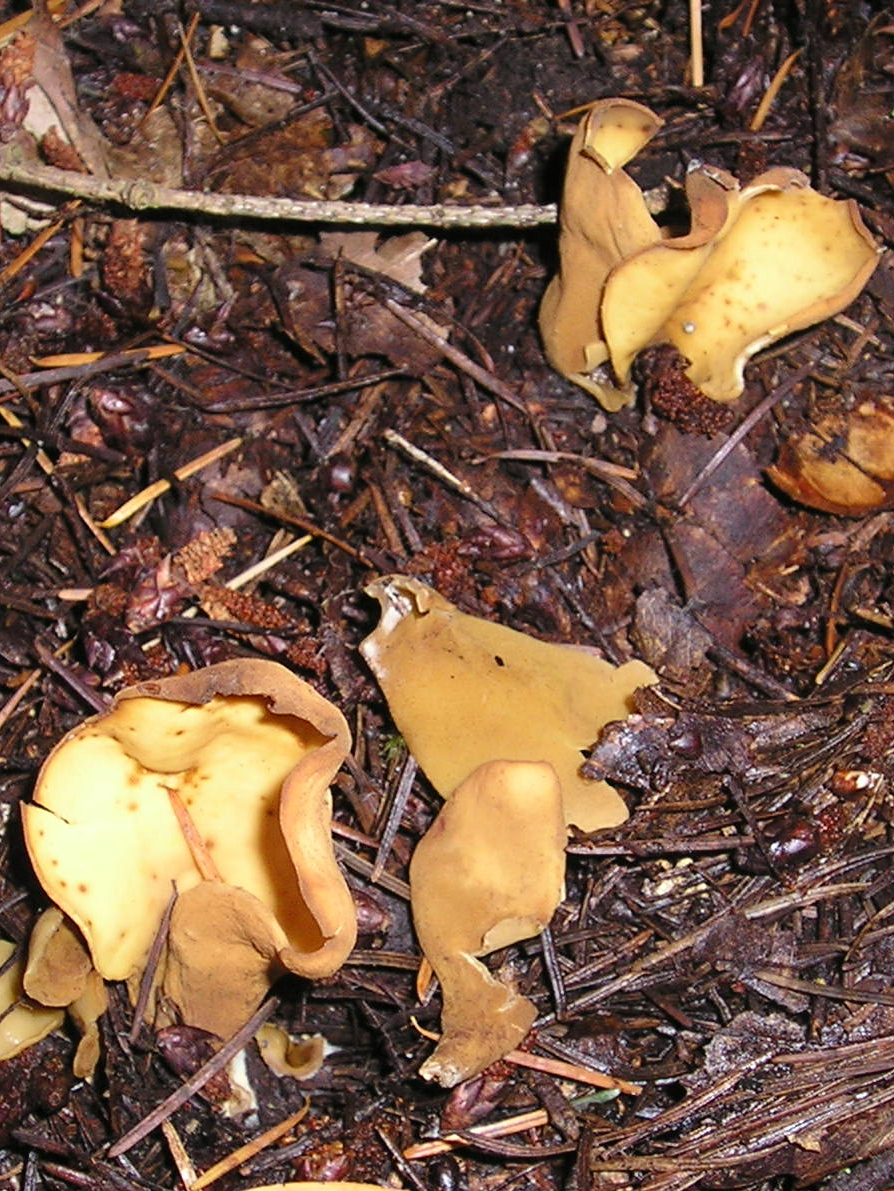